# Solitudolaan
De Solitudolaan is een straat in de Weespertrekvaartbuurt in de wijk Omval & Overamstel in de wijk Watergraafsmeer in Amsterdam-Oost.

## Geschiedenis
De straat kreeg in 2015 haar naam, een verwijzing naar een voormalige buitenplaats nabij de Amstel en de Weespertrekvaart. De straat begint bij de Solitudolaanspoorbrug, een onderdoorgang in de Spoorlijn Amsterdam – Utrecht, voorheen dienende als toegang tot het industriegebied rond de H.J.E. Wenckebachweg. Na sloop van allerlei gebouwen, onder andere het clubhuis van de Hells Angels Holland, kon hier als onderdeel van het Amstelkwartier onder de naam Kop Weespertrekvaart een luxe woonwijk ingericht worden. Aan de kant van de trekvaart en het Solitudopad kwamen vrijstaande stadsvilla’s en aan de oostkant werden woontoren State en een blok van zelfbouwwoningen gebouwd. 

## State
Van 2017 tot en met 2019 werd gebouwd aan het gebouw State op een hoekpunt tussen de Solitudolaan en Lindenhoeveweg. Om hier te kunnen bouwen kwam ZZDP Architecten met een flatgebouw, dat geïnspireerd is op het Flatiron Building in New York. Het is gebouwd als een soort taartpunt, waarvan in Amsterdam meer voorbeelden te vinden zijn, waaronder het gemeentelijk monument De Punt in De Pijp. Ze werden gebouwd op plaatsen waar een ongelukkige samenloop van wijkindelingen speelt, maar hier dus een beperking door vaart en spoor. Het gebouw is op de punt met 22 bovengrondse verdiepingen 70 meter hoog en kent achter de punt relatieve laagbouw van acht bouwlagen. Het complex herbergt ongeveer 300 appartementen in zowel het huur- als koopsegment.   

## Afbeeldingen

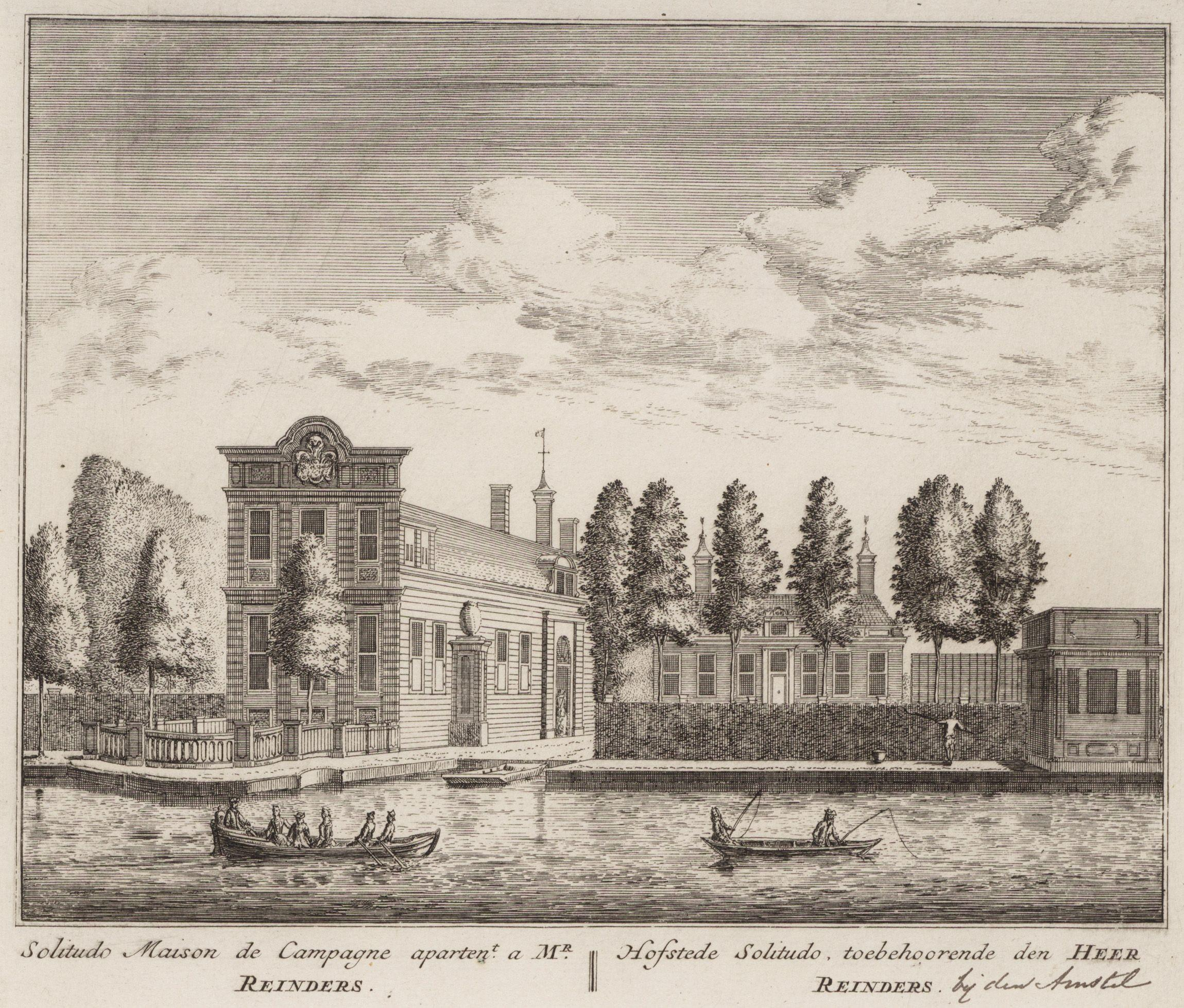
Solitudo getekend door Daniël Stopendaal rond 1725
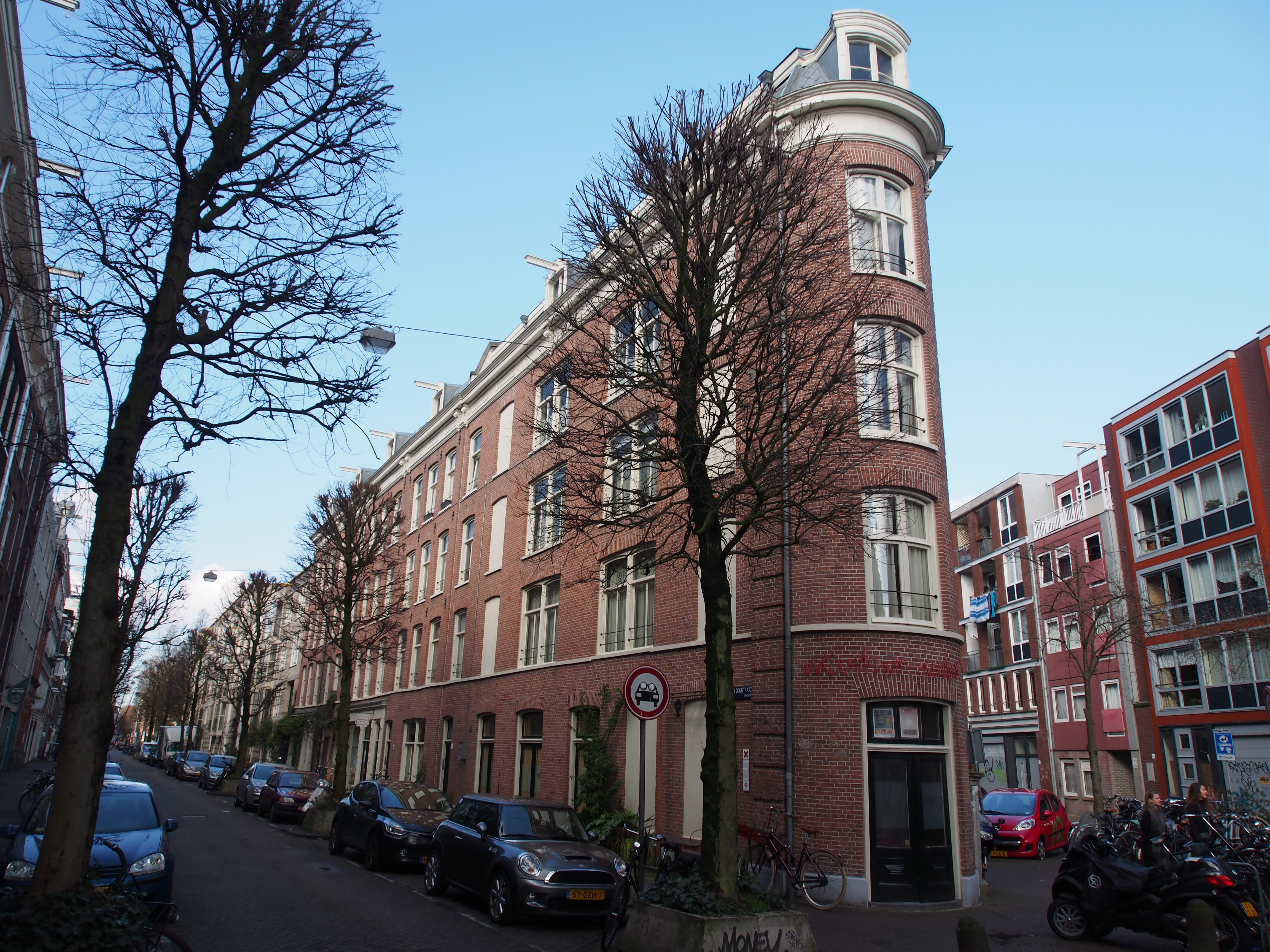
De Punt in de Pijp (april 2016)
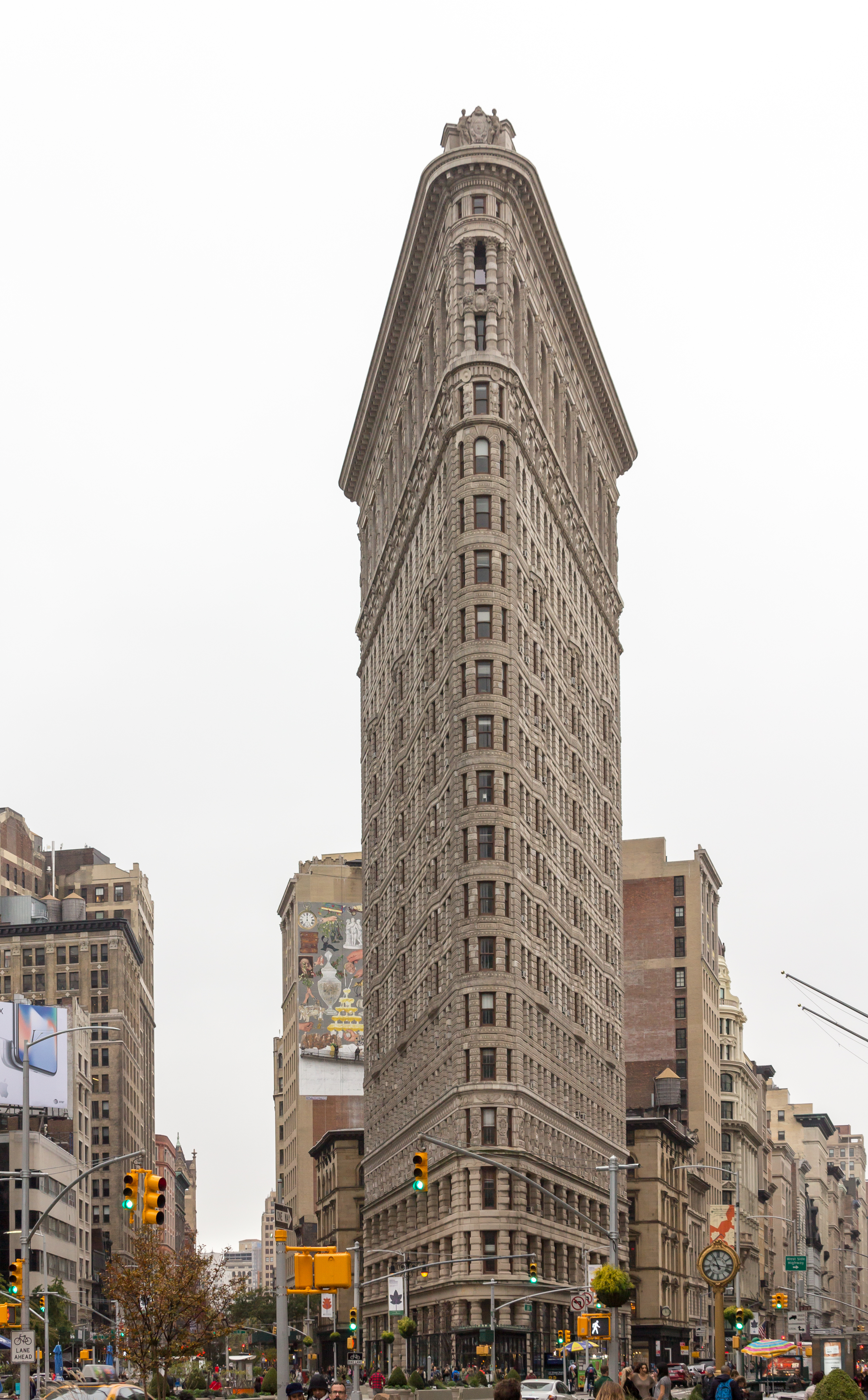
Flatiron Building NYC (2017)
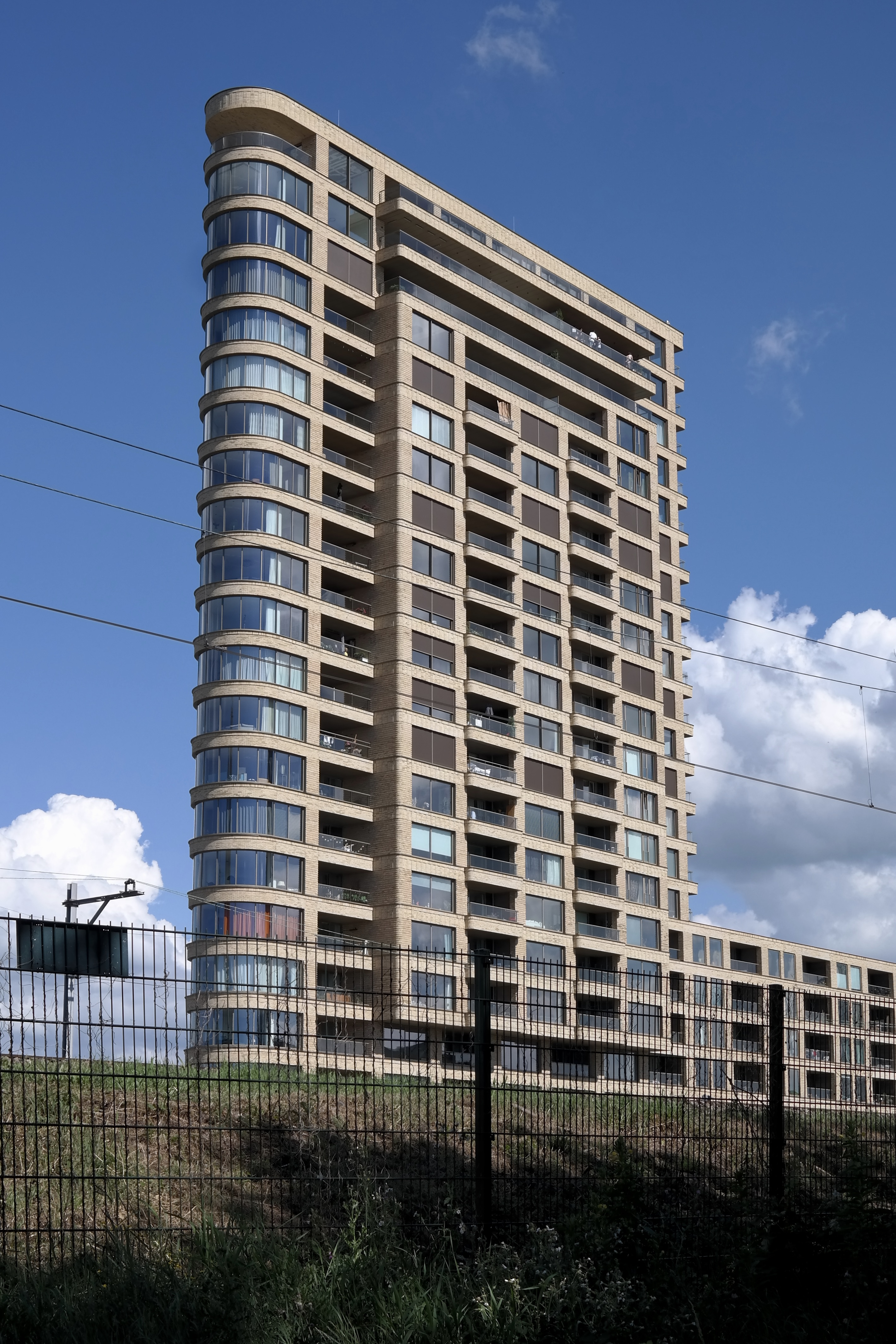
Woontoren State (2020)